# Megalara garuda
Megalara garuda Kimsey & Ohl, 2012 è un insetto tra i più grandi Crabronide conosciuti oltre che l'unica specie appartenente al genere Megalara Kimsey & Ohl, 2012.
Al momento questa specie non è mai stata osservata in natura né catturata viva perciò gli studi si basano esclusivamente su esemplari rinvenuti già morti.

## Descrizione
La specie ha un accentuato dimorfismo sessuale. I maschi sono circa 3,3 cm di lunghezza con mascelle molto larghe. È stato ipotizzato che la funzione di queste mascelle molto grandi sia di tenere bloccata la femmina durante l'accoppiamento, ma che vengano utilizzate anche per funzioni di difesa. Le femmine sono più piccole, e sono dotate di mascelle di dimensioni inferiori a quelle dei maschi. Entrambi i sessi sono di colore nero lucido con le ali nere. Si tratta di un predatore solitario che si nutre di altri insetti. Non essendo mai stata osservata viva, nulla si sa riguardo al suo comportamento e alla sua biologia.

## Storia della scoperta
Nel 2010 il ricercatore tedesco Michael Ohl notò che nella collezione del museo naturalistico di Berlino, il Museum für Naturkunde vi era un esemplare non riconducibile ad alcuna specie conosciuta. Chiedendo informazioni, Ohl venne a sapere che esso era stato portato in Germania già nel 1930 durante una spedizione in Indonesia. Qualche tempo dopo la ricercatrice Lynn Kimsey, della University of California, trovò uno strano animale non identificato in una trappola per insetti nel sud-ovest dell'isola indonesiana di Sulawesi. Per classificare l'insolita creatura Lynn contattò proprio l'esperto tedesco Michael Ohl, il quale scoprì con sorpresa che l'esemplare era identico a quello presente a Berlino.
Una volta appurato che i due insetti appartenessero alla stessa specie il nuovo animale venne denominato "Megalara garuda" in omaggio a Garuḍa, divinità minore dell'Induismo e simbolo nazionale indonesiano.